# Amfiteatr we Włocławku

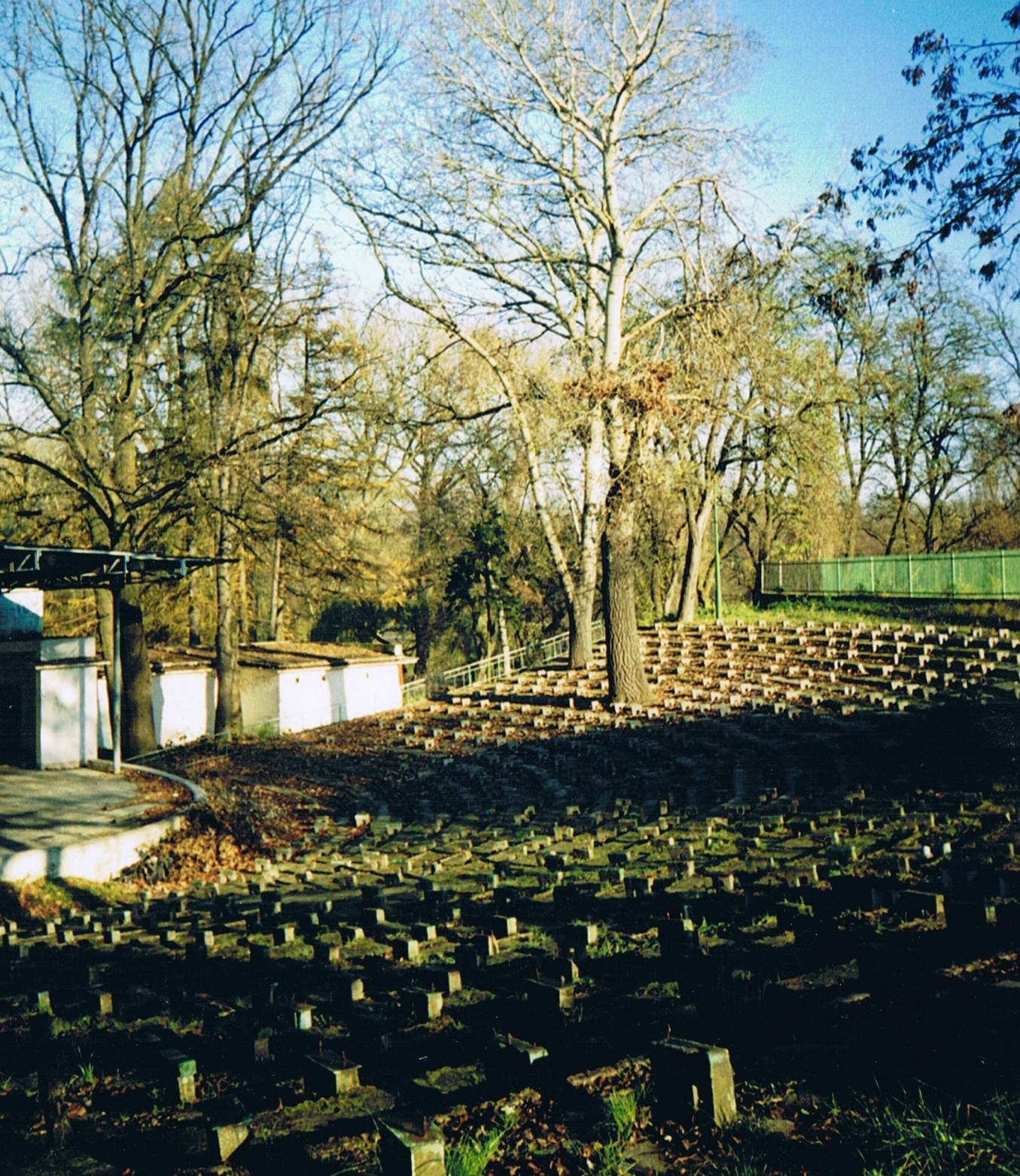
Zrujnowany amfiteatr w pierwszych latach XXI wieku

Amfiteatr we Włocławku – amfiteatr, który znajdował się w parku im. Henryka Sienkiewicza we Włocławku. Rozebrany w 2007 roku.

## Historia
Decyzję o budowie amfiteatru podjęto w latach 60, zaś obiekt oddano do użytku w 1966. Do połowy lat dziewięćdziesiątych był to jeden z głównych obiektów koncertowych we Włocławku. Występowali tu m.in. Justyna Steczkowska, Grzegorz Turnau, Anna Szałapak, Maryla Rodowicz i Janusz Strobel. Grały także zespoły rockowe Pidżama Porno, T Love, O.N.A., Hey, Zdrowa Woda, Acid Drinkers, Kobranocka, Rezerwat, Nocna Zmiana Bluesa, Dżem i Big Cyc. W amfiteatrze występowali także artyści lokalni: Amuzja, Belgrad i Jane Doe. Odbywały się tu także imprezy okolicznościowe oraz pokazy filmowe.
W latach 90 amfiteatr zaczął popadać w coraz większą ruinę, czego powodem były błędy budowlane. Narażony na podmywanie w wyniku powodzi, nawiedzających regularnie park im. Henryka Sienkiewicza, obiekt zaczął się osuwać. Brak pieniędzy na jego remont sprawił, że przestał być używany. Był też regularnie dewastowany, metalowe elementy zostały rozkradzione przez złomiarzy, zaś drewniane — na opał. Amfiteatr zamknięto pod koniec XX wieku.
Przez pierwszą połowę XXI wieku kolejne władze Włocławka podejmowały temat jego remontu, jednak ostatecznie zdecydowano się na rozbiórkę amfiteatru. Decyzję w tej sprawie podjęła rada miasta w 2007. W 2008 w jego miejscu powstał plac zabaw.